# The Exorcist III
The Exorcist III is een Amerikaanse horrorfilm uit 1989 onder regie van William Peter Blatty, die de productie baseerde op zijn eigen boek Legion (1983). Hij schreef ook de roman waarop de originele film The Exorcist gebaseerd werd, waarop deze film het tweede vervolg is.
Blatty was het niet eens met het originele vervolg op The Exorcist (Exorcist II: The Heretic), waarmee hij zelf niets te maken had. Bij het maken van The Exorcist III beschouwde hij deze film daarom als onbestaand en de door hem geregisseerde productie als het echte vervolg.

## Verhaal
Het is vijftien jaar na de gebeurtenissen uit The Exorcist, waarin de geestelijke Karras (Jason Miller) een demon uitdreef bij het meisje Regan MacNeill (Linda Blair) en vervolgens zelfmoord pleegde door zich van een stenen trap te storten toen hij de kwaadaardige entiteit zijn eigen lichaam voelde binnendringen. Het is eveneens vijftien jaar geleden dat de Gemini Killer stierf, een seriemoordenaar die zijn handtekening achterliet door zijn slachtoffers systematisch op dezelfde manier te verminken. Inspecteur Kinderman (George C. Scott) hield zich indertijd met beide zaken bezig.
Kinderman is in de daaropvolgende vijftien jaar een almaar zwaarmoediger man geworden. Zijn schijnbaar enige pleziertje is het jaarlijkse uitstapje naar feel good-films, dat hij maakt samen met de geestelijke Dyer (Ed Flanders). Dit keer is Kinderman norser dan ooit en hij vertelt Dyer waarom. De afgelopen dagen zijn er drie dode lichamen opgedoken met de handtekening van de Gemini Killer erop. Het is vrijwel uitgesloten dat het om een na-aper gaat. De politie verspreidde indertijd valse informatie over de manier waarop de seriemoordenaar zijn slachtoffers verminkte, zodat valse bekentenissen zo door de mand vielen. De 'handtekeningen' op de recente slachtoffers kloppen tot in de kleinste details.
Kindermans speurtocht laat hem schijnbaar bij toeval voorbijgaan aan een kamer in het plaatselijke gesticht, waarin een anonieme patiënt X huist (Jason Miller/Brad Dourif). Kinderman wordt getroffen door de opmerkelijke gelijkenis die deze man vertoont met de vijftien jaar geleden overleden Karras. Nadat zijn vriend Dyer het volgende slachtoffer wordt van de mysterieuze huidige seriemoordenaar, gaat hij met de man praten. Volgens zijn verzorgers is dat nu wel mogelijk, vermits patiënt X, sinds zijn opsluiting vijftien jaar geleden blijkbaar aan een catatone verlamming leed, maar nu sinds een paar weken gewelddadig is geworden.

## Rolverdeling
| Acteur               | Personage                                           |
| -------------------- | --------------------------------------------------- |
| George C. Scott      | Inspecteur William 'Bill' Kinderman                 |
| Ed Flanders          | Pater Dyer                                          |
| Brad Dourif          | James Venamun / Gemini Killer (Tweeling-moordenaar) |
| Jason Anthony Miller | Patiënt X (Damien Karras)                           |
| Nicol Williamson     | Pater Paul Morning                                  |
| Scott Wilson         | Dr. Temple                                          |
| Grand L. Bush        | Brigadier Mel Atkins                                |
| Nancy Fish           | Zuster Emily Allerton                               |
| Tracy Thorne         | Zuster Amy Keating                                  |
| Mary Jackson         | Mrs Clelia                                          |
| Barbara Baxley       | Shirley                                             |
| Harry Carey Jr.      | Pater Kanavan                                       |
| George DiCenzo       | Dr. Alan Stedman                                    |
| Tyra Ferrell         | Zuster Blaine                                       |
| Lois Foraker         | Zuster Merrin                                       |
| Don Gordon           | Ryan                                                |
| Zohra Lampert        | Mary Kinderman                                      |
| Sherrie Wills        | Julie Kinderman                                     |
| Ken Lerner           | Dr. Freedman                                        |
| Colleen Dewhurst     | stem Pazuzu                                         |

## Trivia
- Het verhaal werd geïnspireerd door de vermoedelijke Zodiac Killer.
- Het gedicht waaruit de Gemini Killer citeert in zijn cel is een bestaand gedicht van John Donne.
- Blatty wilde zelf de film Legion noemen, naar zijn gelijknamige boek.
- Kinderman en Karras waren eveneens belangrijke personages in het origineel uit 1973. Beiden ontbraken in Exorcist II: The Heretic.
- De film was een favoriet van de Amerikaanse seriemoordenaar Jeffrey Dahmer.